# フランシス・デーヴィス・ミレー
フランシス・デーヴィス・ミレー（Francis Davis Millet、1848年11月3日 – 1912年4月15日）はアメリカ合衆国の画家、文筆家である。タイタニック号に一等船客として乗船しており、タイタニック号沈没事故で犠牲となった乗客の一人である。

## 略歴
マサチューセッツ州、プリマス郡のMattapoisettに生まれた。南北戦争が始まると16歳で、マサチューセッツ州連隊に加わり、最初、鼓手として、その後軍医を務めた父親の助手として働いた。
ハーバード大学で学んだ後、ボストンの新聞「Boston Courier」の記者、編集者として働いた。この頃、イラストレーターのD.C.ファブロニウス(Dominique C. Fabronius :1828-1894)から絵を学んだ。
絵に本格的に取り組むようになり、1871年にベルギー、アントウェルペン王立美術アカデミーに入学し、ジョゼフ・ヴァン・レリウス(Joseph van Lerius)やニケーズ・ド・ケイゼル(Nicaise de Keyser)に学んだ。1873年のウィーン万国博覧会に有力な実業家でマサチューセッツ州連隊の将校だったチャールズ・フランシス・アダムズの秘書として同行した。

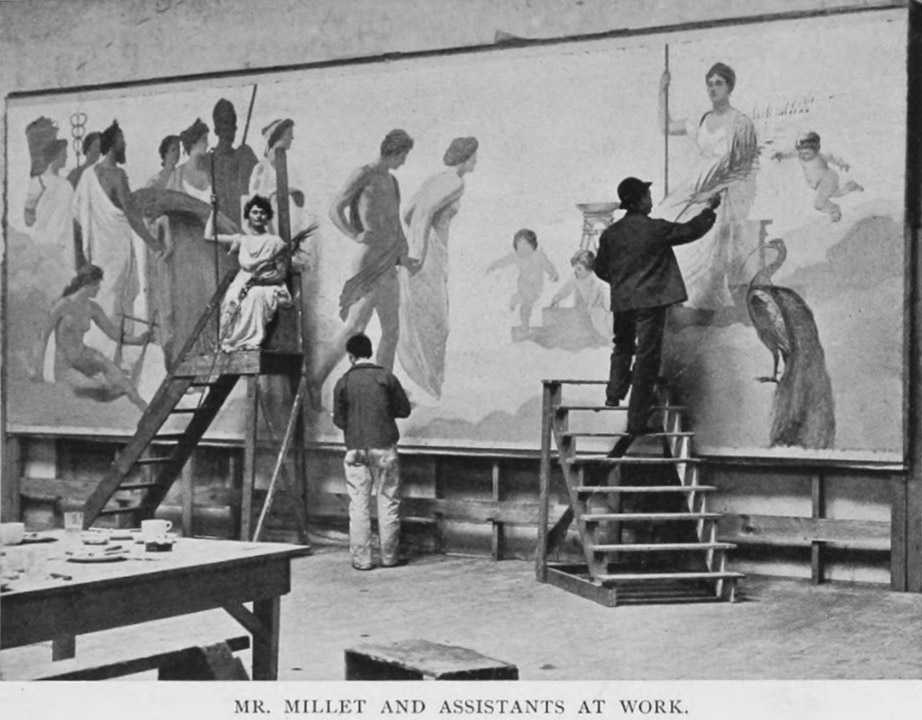
ニューヨークで壁画を制作するミレー

1876年にボストンに戻り、工芸家のジョン・ラファージとともに、建設されたボストンのトリニティ教会の装飾の仕事をした。1876年のフィラデルフィア万国博覧会の宣伝の責任者として働いた。1877年に露土戦争が始まると、ニューヨーク・ヘラルド、デイリー・ニューズ、The Graphicの特派員として、バルカンで活動し、負傷者の救援などの勇敢な行動でロシア、ルーマニアから賞せられた 。ヨーロッパでの活動の中で、しばしばヨーロッパを旅した作家のマーク・トウェインと友人になり、1879年にパリでミレーが結婚した時、トウェインも出席した。
1880年に米国芸術家協会(Society of American Artists)の会員になり、 1885年に ニューヨークのナショナル・アカデミー・オブ・デザインの会員に選ばれた。ニューヨークのメトロポリタン美術館やワシントンのナショナル・ギャラリーの理事を務めた。1876年に設立されたボストン美術館の創立メンバーの一人でもあった。
1912年4月10日フランスのシェルブール港で、処女航海のタイタニックに乗り込み、4月14日の北大西洋上での沈没事故の犠牲となった。遺体はケーブル敷設船マッケイ＝ベネット号によって回収された。1913年にワシントンに、ともに犠牲になった友人のジャーナリストで陸軍武官のアーチバルド・バットとミレーを記念して、バット＝ミレー・メモリアル・ファウンテンが作られた。

## 著作
- "The Danube from the Black Forest to the Black Sea",  Alfred Parsonsと共著. Publisher: Harper & brothers New York, 1893(1893)
- "The Capillary Crime and Other Stories", Publisher: Harper & brothers, New York,(1892)
- "The Expedition to the Philippines", Publisher: Harper & brothers New York and London (1899)
- "Count Leo Tolstoy": Sebastopol.(翻訳) Frank D. Millet. (序文) William Dean Howells. Publisher: Harper & Brothers New York, Published 1887

## 作品

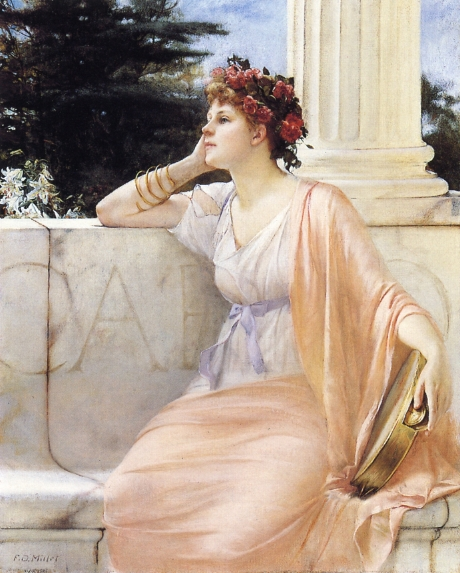
" After the festival" (1887)
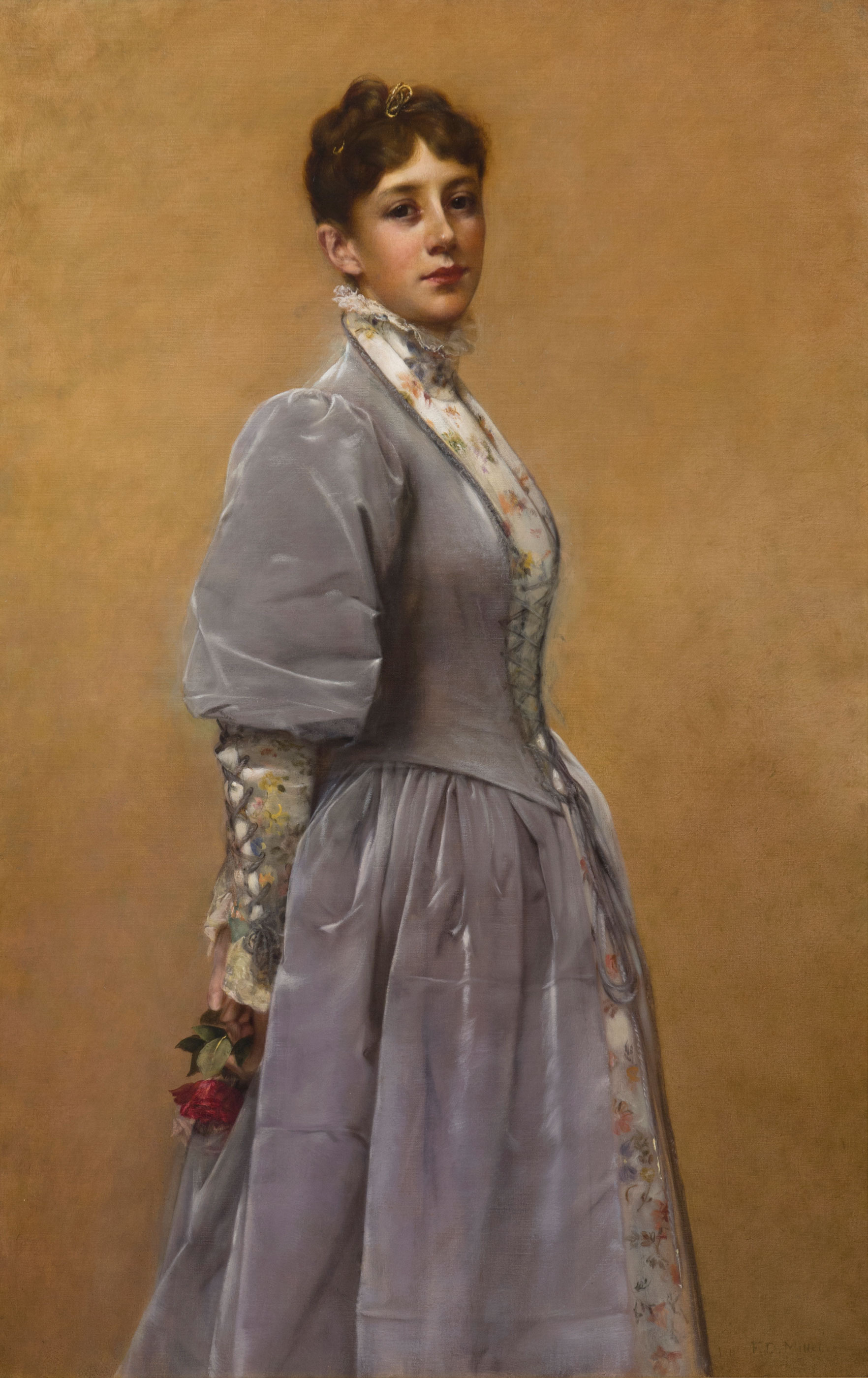
肖像画(1888)
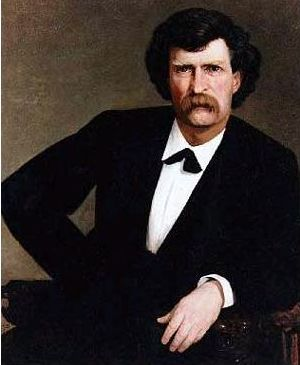
マーク・トウェイン(1877)
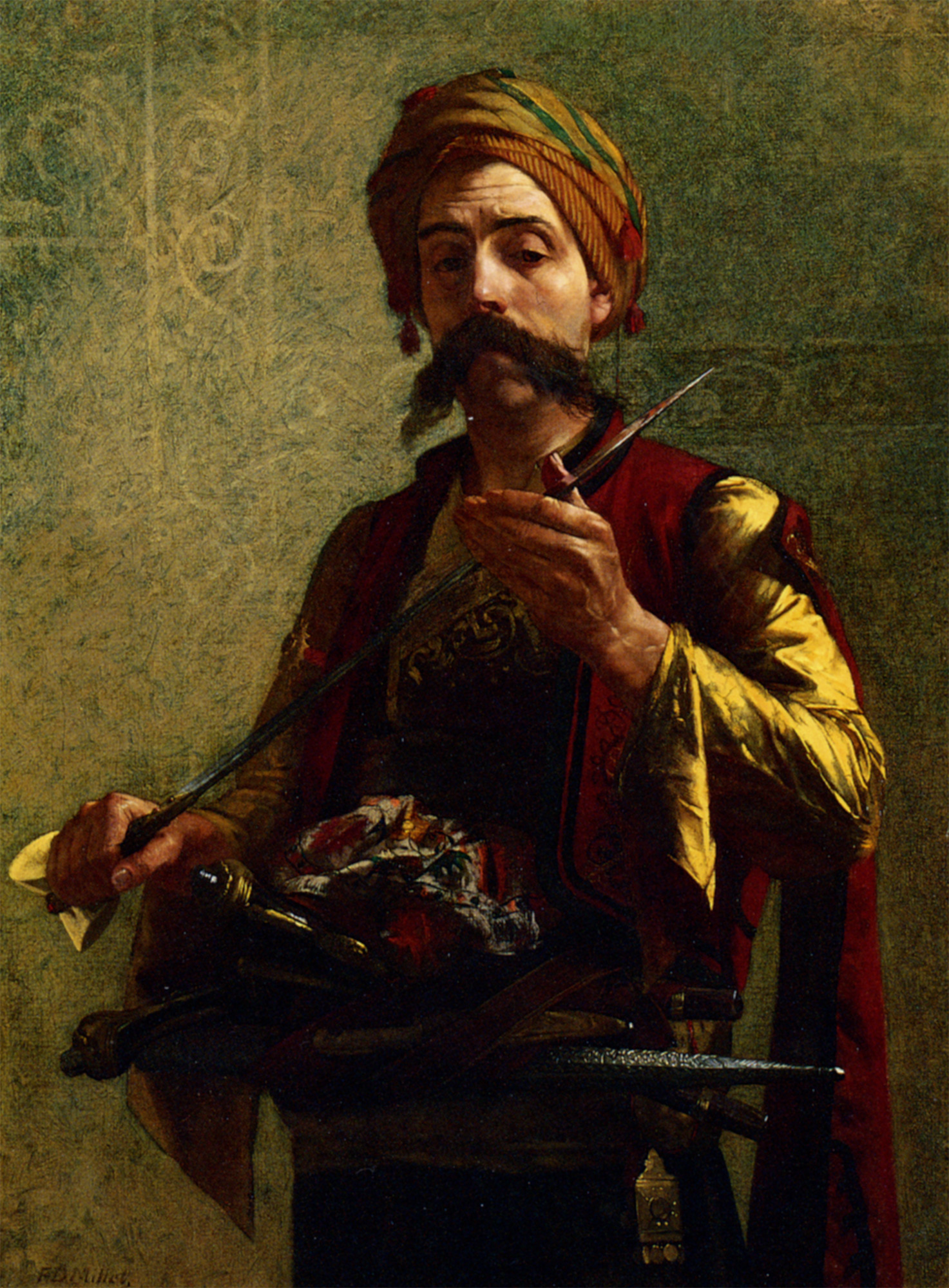
トルコの兵士(1878)

## 関連書籍
- Brown, Glenn, ed. (1912). The American Federation of Arts: Francis Davis Millet Memorial Meeting. Washington: Gibson Bros. p. 62. Retrieved July 13, 2009.
- Mechlin, Leila (December 1909). "A Decorator of Public Buildings: The Work of Francis D. Millet". The World's Work: A History of Our Time. XIX: 12378–86. Retrieved July 10, 2009.